# Zoltán Sztanity
Zoltán Sztanity (Győr, 1 de febrero de 1954) es un deportista húngaro que compitió en piragüismo en la modalidad de aguas tranquilas.
Participó en dos Juegos Olímpicos de Verano en los años 1976 y 1980, obteniendo una medalla de plata en la edición de Montreal 1976 en la prueba de K1 500 m. Ganó dos medallas en el Campeonato Mundial de Piragüismo en los años 1975 y 1977.

## Palmarés internacional
| Juegos Olímpicos   | Juegos Olímpicos      | Juegos Olímpicos  | Juegos Olímpicos |
| Año                | Lugar                 | Medalla           | Competición      |
| ------------------ | --------------------- | ----------------- | ---------------- |
| 1976               | Montreal (Canadá)     | Medalla de plata  | K1 500 m         |
| Campeonato Mundial |                       |                   |                  |
| Año                | Lugar                 | Medalla           | Competición      |
| 1975               | Belgrado (Yugoslavia) | Medalla de oro    | K1 4 × 500 m     |
| 1977               | Sofía (Bulgaria)      | Medalla de bronce | K1 500 m         |